# Nadia Ponti
Nadia Ponti (Torino, 26 ottobre 1949) è un'ex brigatista italiana, esponente di spicco delle Brigate Rosse. Non si è mai pentita o dissociata ed è per questo considerata un'irriducibile. Il suo nome di battaglia era "Marta".

## Biografia

### L'attività politico-militare
Militante attiva della colonna torinese delle Brigate Rosse, Nadia Ponti, il 20 aprile 1977 a Torino, partecipa insieme a Cristoforo Piancone e Dante Di Blasi al tentato omicidio dell'avvocato e funzionario Dante Notaristefano, all'epoca dei fatti consigliere comunale della Democrazia Cristiana.
Il 13 luglio 1977, a Torino, assieme ad altri tre brigatisti partecipa alla "gambizzazione" di Maurizio Puddu, consigliere provinciale della Democrazia Cristiana. L'anno seguente il 10 marzo 1978, a Torino, con altri tre terroristi Patrizio Peci, Cristoforo Piancone (all'epoca suo fidanzato ) e Vincenzo Acella partecipa all'assassinio del maresciallo Rosario Berardi della Pubblica Sicurezza.. A sparare sono Piancone e Acella, mentre Peci e la Ponti svolgono i compiti di appoggio e copertura .
L'11 aprile 1978, sempre a Torino, partecipò all'uccisione dell'agente di custodia Lorenzo Cotugno, sorpreso mentre usciva da un ascensore. L'agente tentò di reagire e benché ferito riuscì a sparare ai brigatisti, ferendo Cristoforo Piancone e la stessa Nadia Ponti, prima di essere ucciso con un colpo alla nuca da Vincenzo Acella che intervenne, non visto, alle spalle dell'agente. Piancone fu lasciato davanti all'ospedale e venne arrestato, mentre Nadia Ponti venne condotta da un suo familiare infermiere che la curò senza denunciarla. Il 12 maggio 1980 a Venezia prese parte all'assassinio di Alfredo Albanese, vice questore della polizia di Stato.
Arrestata il 22 dicembre 1980, assieme a Vincenzo Guagliardo, Nadia Ponti fu processata nei processi Moro e condannata alla pena dell'ergastolo.

### La semilibertà
Dal 2003 gode della semilibertà, mentre nel 2008 le è stata respinta la richiesta di usufruire della libertà condizionale. 
Non si è mai pentita e, in una lettera aperta, così spiega la scelta della lotta armata:
(Lettera di Nadia Ponti dal carcere di opera, maggio 1997)
Con il marito Vincenzo Guagliardo, ex brigatista e uno degli uccisori del sindacalista Guido Rossa, lavora di giorno in una cooperativa di libri per non vedenti a Melegnano, mentre la sera rientra nel carcere milanese di Opera.